# گورکا سانتاماریا
گورکا سانتاماریا (انگلیسی: Gorka Santamaría؛ زادهٔ ۳ ژوئیهٔ ۱۹۹۵) بازیکن فوتبال اهل اسپانیا است.
از باشگاه‌هایی که در آن بازی کرده‌است می‌توان به باشگاه فوتبال کادیس، باشگاه فوتبال رکریتیوو اوئلوا، و باشگاه فوتبال اتلتیک بیلبائو بی اشاره کرد.